# Oliver Dziubak
Oliver Dziubak (ur. 30 marca 1982 w Velbert na terenie Niemiec) – australijski lekkoatleta specjalizujący się w rzucie oszczepem.
W roku 2004 startował w igrzyskach olimpijskich - z wynikiem 78,53 nie awansował do finału. Brązowy medalista igrzysk wspólnoty narodów w roku 2006. Medalista mistrzostw Australii. Rekord życiowy: 82,79 (12 lutego 2004, Melbourne).